# 1972-es labdarúgó-Európa-bajnokság (selejtező)
Az 1972-es labdarúgó-Európa-bajnokság selejtezőit 1970 és 1972 között játszották.
A csoportkörben a 32 válogatottat nyolc csoportba osztották. A mérkőzéseket oda-visszavágós rendszerben játszották le. A győzelem 2 pontot, a döntetlen 1 pontot ért, a vereségért nem járt pont. A nyolc csoportelső továbbjutott a negyeddöntőbe. A csoportkör sorsolását 1970 március 20-án tartották Rómában. A csapatok közül kiemelték az 1968-as Európa-bajnokság döntőseit: Olaszországot, Angliát, Jugoszláviát és a Szovjetuniót, továbbá az NSZK-t, Belgiumot, Romániát és Bulgáriát.
A negyeddöntőben négy párosítást sorsoltak, a csapatok oda-visszavágós rendszerben mérkőztek meg egymással. A négy győztes jutott be az Európa-bajnokság záró szakaszába.

## Csoportok
| Színmagyarázat                |
| ----------------------------- |
| Továbbjutott a negyeddöntőbe. |

Az időpontok helyi idő szerint értendők.

### 1. csoport
| Csapat        | M | Gy | D | V | G+ | G– | Gk  | P |
| ------------- | - | -- | - | - | -- | -- | --- | - |
| Románia       | 6 | 4  | 1 | 1 | 11 | 2  | +9  | 9 |
| Csehszlovákia | 6 | 4  | 1 | 1 | 11 | 4  | +7  | 9 |
| Wales         | 6 | 2  | 1 | 3 | 5  | 6  | −1  | 5 |
| Finnország    | 6 | 0  | 1 | 5 | 1  | 16 | −15 | 1 |

|               | Csehszlovákia | Finnország | Románia | Wales |
| ------------- | ------------- | ---------- | ------- | ----- |
| Csehszlovákia |               | 1–1        | 1–0     | 1–0   |
| Finnország    | 0–4           |            | 0–4     | 0–1   |
| Románia       | 2–1           | 3–0        |         | 2–0   |
| Wales         | 1–3           | 3–0        | 0–0     |       |

| 1970. október 7. 18:00 |

| Csehszlovákia | 1–1               | Finnország      |
| ------------- | ----------------- | --------------- |
| Albrecht 30'  | (1–1) Jegyzőkönyv | Paatelainen 41' |

| Letenský stadion, Prága Nézőszám: 5549 Játékvezető: William O'Neill (északír) |

| 1970. október 11. 15:30 |

| Románia                           | 3–0               | Finnország |
| --------------------------------- | ----------------- | ---------- |
| Dumitrache 28' 42' Nunweiller 77' | (2–0) Jegyzőkönyv |            |

| Stadionul 23. August, Bukarest Nézőszám: 36 584 Játékvezető: Leonidas Vamvakopoulos (görög) |

| 1970. november 11. 16:30 |

| Wales | 0–0         | Románia |
| ----- | ----------- | ------- |
|       | Jegyzőkönyv |         |

| Ninian Park, Cardiff Nézőszám: 19 882 Játékvezető: Arie van Gemert (holland) |

| 1971. április 21. 19:30 |

| Wales                   | 1–3               | Csehszlovákia                 |
| ----------------------- | ----------------- | ----------------------------- |
| R.Davies 49' (11-esből) | (0–0) Jegyzőkönyv | Čapkovič 80' 83' Táborský 81' |

| Vetch Field, Swansea Nézőszám: 12 767 Játékvezető: Johan Einar Boström (svéd) |

| 1971. május 16. 17:00 |

| Csehszlovákia | 1–0               | Románia |
| ------------- | ----------------- | ------- |
| Veselý 88'    | (0–0) Jegyzőkönyv |         |

| Tehelné Pole (Slovan), Pozsony Nézőszám: 38 207 Játékvezető: Fernando dos Santos Leite (portugál) |

| 1971. május 26. 19:00 |

| Finnország | 0–1               | Wales       |
| ---------- | ----------------- | ----------- |
|            | (0–0) Jegyzőkönyv | Toshack 54' |

| Olimpiai Stadion, Helsinki Nézőszám: 5410 Játékvezető: Günter Männig (keletnémet) |

| 1971. június 16. 19:00 |

| Finnország | 0–4               | Csehszlovákia                         |
| ---------- | ----------------- | ------------------------------------- |
|            | (0–2) Jegyzőkönyv | Čapkovič 10' Pollák 16' Karkó 83' 89' |

| Olimpiai Stadion, Helsinki Nézőszám: 4658 Játékvezető: Marian Środecki (lengyel) |

| 1971. szeptember 22. 18:30 |

| Finnország | 0–4               | Románia                                                           |
| ---------- | ----------------- | ----------------------------------------------------------------- |
|            | (0–2) Jegyzőkönyv | Iordănescu 25' Lupescu 37' Dembrovschi 55' Lucescu 64' (11-esből) |

| Olimpiai Stadion, Helsinki Nézőszám: 2084 Játékvezető: Pius Kamber (svájci) |

| 1971. október 13. 19:30 |

| Wales                            | 3–0               | Finnország |
| -------------------------------- | ----------------- | ---------- |
| Durban 10' Toshack 53' Reece 89' | (1–0) Jegyzőkönyv |            |

| Vetch Field, Swansea Nézőszám: 10 301 Játékvezető: Kaj Rasmussen (dán) |

| 1971. október 27. 18:00 |

| Csehszlovákia | 1–0               | Wales |
| ------------- | ----------------- | ----- |
| Kuna 60'      | (0–0) Jegyzőkönyv |       |

| Letenský stadion, Prága Nézőszám: 20 051 Játékvezető: Mariano Medina Iglesias (spanyol) |

| 1971. november 14. 14:00 |

| Románia                    | 2–1               | Csehszlovákia |
| -------------------------- | ----------------- | ------------- |
| Dembrovschi 26' Dobrin 52' | (1–0) Jegyzőkönyv | Čapkovič 50'  |

| Stadionul 23. August, Bukarest Nézőszám: 63 583 Játékvezető: Milivoje Gugulović (jugoszláv) |

| 1971. november 24. 14:00 |

| Románia                | 2–0               | Wales |
| ---------------------- | ----------------- | ----- |
| Lupescu 9' Lucescu 74' | (1–0) Jegyzőkönyv |       |

| Stadionul 23. August, Bukarest Nézőszám: 35 251 Játékvezető: Alfred Delcourt (belga) |

### 2. csoport
| Csapat        | M | Gy | D | V | G+ | G– | Gk  | P |
| ------------- | - | -- | - | - | -- | -- | --- | - |
| Magyarország  | 6 | 4  | 1 | 1 | 12 | 5  | +7  | 9 |
| Bulgária      | 6 | 3  | 1 | 2 | 11 | 7  | +4  | 7 |
| Franciaország | 6 | 3  | 1 | 2 | 10 | 8  | +2  | 7 |
| Norvégia      | 6 | 0  | 1 | 5 | 5  | 18 | −13 | 1 |

|               | Bulgária | Franciaország | Magyarország | Norvégia |
| ------------- | -------- | ------------- | ------------ | -------- |
| Bulgária      |          | 2–1           | 3–0          | 1–1      |
| Franciaország | 2–1      |               | 0–2          | 3–1      |
| Magyarország  | 2–0      | 1–1           |              | 4–0      |
| Norvégia      | 1–4      | 1–3           | 1–3          |          |

| 1970. október 7. 19:00 |

| Norvégia    | 1–3               | Magyarország                         |
| ----------- | ----------------- | ------------------------------------ |
| Iversen 50' | (0–2) Jegyzőkönyv | Bene 6' Nagy 23' Karlsen 69' (öngól) |

| Ullevaal Stadion, Oslo Nézőszám: 16 090 Játékvezető: Adrianus Boogaerts (holland) |

| 1970. november 11. 17:00 |

| Franciaország               | 3–1               | Norvégia   |
| --------------------------- | ----------------- | ---------- |
| Floch 30' Lech 55' Mézy 63' | (1–0) Jegyzőkönyv | Nilsen 79' |

| Stade de Gerland, Lyon Nézőszám: 10 357 Játékvezető: António Ribeiro Saldanha (portugál) |

| 1970. november 15. 15:30 |

| Bulgária     | 1–1               | Norvégia    |
| ------------ | ----------------- | ----------- |
| Atanasov 29' | (1–0) Jegyzőkönyv | Fuglset 83' |

| Vaszil Levszki Nemzeti Stadion, Szófia Nézőszám: 21 465 Játékvezető: Michalakis Kiriakides (ciprusi) |

| 1971. április 24. 16:30 |

| Magyarország          | 1–1               | Franciaország |
| --------------------- | ----------------- | ------------- |
| Kocsis 70' (11-esből) | (0–0) Jegyzőkönyv | Revelli 64'   |

| Népstadion, Budapest Nézőszám: 45 867 Játékvezető: Joaquim Fernandes dos Campos (portugál) |

| 1971. május 19. 18:30 |

| Bulgária                           | 3–0               | Magyarország |
| ---------------------------------- | ----------------- | ------------ |
| Kolev 38' Petkov 48' Velichkov 72' | (1–0) Jegyzőkönyv |              |

| Vaszil Levszki Nemzeti Stadion, Szófia Nézőszám: 28 342 Játékvezető: Tofik Bakhramov |

| 1971. június 9. 19:00 |

| Norvégia    | 1–4               | Bulgária                                          |
| ----------- | ----------------- | ------------------------------------------------- |
| Iversen 80' | (0–4) Jegyzőkönyv | Bonev 26' 42' (11-esből) Zhekov 29' M.Vasilev 37' |

| Ullevaal Stadion, Oslo Nézőszám: 22 041 Játékvezető: William Gow (walesi) |

| 1971. szeptember 8. 19:00 |

| Norvégia         | 1–3               | Franciaország                       |
| ---------------- | ----------------- | ----------------------------------- |
| Dybwad-Olsen 80' | (0–2) Jegyzőkönyv | Vergnes 33' Loubet 34' Blanchet 46' |

| Ullevaal Stadion, Oslo Nézőszám: 16 544 Játékvezető: John Paterson (skót) |

| 1971. szeptember 25. 17:30 |

| Magyarország          | 2–0               | Bulgária |
| --------------------- | ----------------- | -------- |
| Juhász 51' Vidáts 52' | (0–0) Jegyzőkönyv |          |

| Népstadion, Budapest Nézőszám: 67 740 Játékvezető: Robert Holley Davidson (skót) |

| 1971. október 9. 15:00 |

| Franciaország | 0–2               | Magyarország              |
| ------------- | ----------------- | ------------------------- |
|               | (0–2) Jegyzőkönyv | Bene 35' Novi 43' (öngól) |

| Yves-du-Manoir Olimpiai Stadion, Colombes(Paris) Nézőszám: 21 756 Játékvezető: Gaspart Pintado Viu (spanyol) |

| 1971. október 27. 17:30 |

| Magyarország                        | 4–0               | Norvégia |
| ----------------------------------- | ----------------- | -------- |
| Bene 22' 43' Dunai II 24' Szűcs 63' | (3–0) Jegyzőkönyv |          |

| Népstadion, Budapest Nézőszám: 29 253 Játékvezető: Doğan Babacan (török) |

| 1971. november 10. 20:30 |

| Franciaország       | 2–1               | Bulgária             |
| ------------------- | ----------------- | -------------------- |
| Lech 64' Loubet 84' | (0–0) Jegyzőkönyv | Bonev 54' (11-esből) |

| Stade Marcel Saupin, Nantes Nézőszám: 9405 Játékvezető: Jack Taylor (angol) |

| 1971. december 4. 14:30 |

| Bulgária                | 2–1               | Franciaország |
| ----------------------- | ----------------- | ------------- |
| Zhekov 47' Mihailov 82' | (0–0) Jegyzőkönyv | Blanchet 84'  |

| Vaszil Levszki Nemzeti Stadion, Szófia Nézőszám: 18 057 Játékvezető: Kurt Tschenscher (nyugatnémet) |

### 3. csoport
| Csapat      | M | Gy | D | V | G+ | G– | Gk  | P  |
| ----------- | - | -- | - | - | -- | -- | --- | -- |
| Anglia      | 6 | 5  | 1 | 0 | 15 | 3  | +12 | 11 |
| Svájc       | 6 | 4  | 1 | 1 | 12 | 5  | +7  | 9  |
| Görögország | 6 | 1  | 1 | 4 | 3  | 8  | −5  | 3  |
| Málta       | 6 | 0  | 1 | 5 | 2  | 16 | −14 | 1  |

|             | Anglia | Görögország | Málta | Svájc |
| ----------- | ------ | ----------- | ----- | ----- |
| Anglia      |        | 3–0         | 5–0   | 1–1   |
| Görögország | 0–2    |             | 2–0   | 0–1   |
| Málta       | 0–1    | 1–1         |       | 1–2   |
| Svájc       | 2–3    | 1–0         | 5–0   |       |

| 1970. október 11. 15:00 |

| Málta        | 1–1               | Görögország       |
| ------------ | ----------------- | ----------------- |
| Vassallo 66' | (0–0) Jegyzőkönyv | Kritikopoulos 80' |

| Empire Stadium, Gżira Nézőszám: 8689 Játékvezető: Concetto Lo Bello (olasz) |

| 1970. december 16. 14:45 |

| Görögország | 0–1               | Svájc      |
| ----------- | ----------------- | ---------- |
|             | (0–0) Jegyzőkönyv | Müller 85' |

| Karaiszkákisz Stadion, Pireusz (Athén) Nézőszám: 30 699 Játékvezető: Milivoje Gugulović (jugoszláv) |

| 1970. december 20. 14:30 |

| Málta                   | 1–2               | Svájc                  |
| ----------------------- | ----------------- | ---------------------- |
| Theobald 55' (11-esből) | (0–0) Jegyzőkönyv | Quentin 49' Künzli 57' |

| Empire Stadium, Gżira Nézőszám: 4739 Játékvezető: Gocho Rusev (bolgár) |

| 1971. február 3. 15:00 |

| Málta | 0–1               | Anglia     |
| ----- | ----------------- | ---------- |
|       | (0–1) Jegyzőkönyv | Peters 35' |

| Empire Stadium, Gżira Nézőszám: 29 751 Játékvezető: Ferdinand Marschall (osztrák) |

| 1971. április 21. 19:45 |

| Svájc                                                        | 5–0               | Málta |
| ------------------------------------------------------------ | ----------------- | ----- |
| Blättler 14' Künzli 17' Quentin 26' Citherlet 28' Müller 30' | (5–0) Jegyzőkönyv |       |

| Allmend Stadion, Luzern Nézőszám: 16 470 Játékvezető: Gunnar Michaelsen (dán) |

| 1971. április 21. 19:30 |

| Anglia                        | 3–0               | Görögország |
| ----------------------------- | ----------------- | ----------- |
| Chivers 23' Hurst 68' Lee 87' | (1–0) Jegyzőkönyv |             |

| Wembley Stadion, London Nézőszám: 55 123 Játékvezető: Martti Hirviniemi (finn) |

| 1971. május 12. 19:45 |

| Anglia                                                  | 5–0               | Málta |
| ------------------------------------------------------- | ----------------- | ----- |
| Chivers 1' 47' Lee 41' Clarke 46' (11-esből) Lawler 74' | (2–0) Jegyzőkönyv |       |

| Wembley Stadion, London Nézőszám: 41 534 Játékvezető: Einar Røed (norvég) |

| 1971. május 12. 20:00 |

| Svájc        | 1–0               | Görögország |
| ------------ | ----------------- | ----------- |
| Odermatt 73' | (0–0) Jegyzőkönyv |             |

| Wankdorfstadion, Bern Nézőszám: 32 770 Játékvezető: Iorwerth Jones (walesi) |

| 1971. június 18. 21:00 |

| Görögország                | 2–0               | Málta |
| -------------------------- | ----------------- | ----- |
| Davourlis 60' Aidiniou 80' | (0–0) Jegyzőkönyv |       |

| Karaiszkákisz Stadion, Pireusz (Athén) Nézőszám: 9561 Játékvezető: Zsolt István (magyar) |

| 1971. október 13. 20:00 |

| Svájc                     | 2–3               | Anglia                                  |
| ------------------------- | ----------------- | --------------------------------------- |
| Jeandupeux 10' Künzli 44' | (2–2) Jegyzőkönyv | Hurst 1' Chivers 12' Weibel 77' (öngól) |

| St. Jakob Stadium, Bázel Nézőszám: 47 877 Játékvezető: Vital Loraux (belga) |

| 1971. november 10. 19:45 |

| Anglia       | 1–1               | Svájc        |
| ------------ | ----------------- | ------------ |
| Summerbee 9' | (1–1) Jegyzőkönyv | Odermatt 26' |

| Wembley Stadion, London Nézőszám: 90 423 Játékvezető: Constantin Bărbulescu (román) |

| 1971. december 1. 14:45 |

| Görögország | 0–2               | Anglia                |
| ----------- | ----------------- | --------------------- |
|             | (0–0) Jegyzőkönyv | Hurst 59' Chivers 90' |

| Karaiszkákisz Stadion, Pireusz (Athén) Nézőszám: 34 014 Játékvezető: José María Ortiz de Mendíbil (spanyol) |

### 4. csoport
| Csapat         | M | Gy | D | V | G+ | G– | Gk  | P  |
| -------------- | - | -- | - | - | -- | -- | --- | -- |
| Szovjetunió    | 6 | 4  | 2 | 0 | 13 | 4  | +9  | 10 |
| Spanyolország  | 6 | 3  | 2 | 1 | 14 | 3  | +11 | 8  |
| Észak-Írország | 6 | 2  | 2 | 2 | 10 | 6  | +4  | 6  |
| Ciprus         | 6 | 0  | 0 | 6 | 2  | 26 | −24 | 0  |

|                | Ciprusi Köztársaság | Észak-Írország | Spanyolország | Szovjetunió |
| -------------- | ------------------- | -------------- | ------------- | ----------- |
| Ciprus         |                     | 0–3            | 0–2           | 1–3         |
| Észak-Írország | 5–0                 |                | 1–1           | 1–1         |
| Spanyolország  | 7–0                 | 3–0            |               | 0–0         |
| Szovjetunió    | 6–1                 | 1–0            | 2–1           |             |

| 1970. november 11. 20:30 |

| Spanyolország                          | 3–0               | Észak-Írország |
| -------------------------------------- | ----------------- | -------------- |
| Rexach 39' Pirri 60' Luis Aragonés 75' | (1–0) Jegyzőkönyv |                |

| Estadio Ramón Sánchez Pizjuán, Sevilla Nézőszám: 26 215 Játékvezető: Emsberger Gyula (magyar) |

| 1970. november 15. 15:00 |

| Ciprus           | 1–3               | Szovjetunió                                 |
| ---------------- | ----------------- | ------------------------------------------- |
| Charalambous 42' | (1–2) Jegyzőkönyv | Kolotov 10' Jevrjuzsihin 16' Shevchenko 50' |

| GSP Stadium, Nicosia Nézőszám: 8980 Játékvezető: Petar Kostovski (jugoszláv) |

| 1971. február 3. 15:00 |

| Ciprus | 0–3               | Észak-Írország                               |
| ------ | ----------------- | -------------------------------------------- |
|        | (0–0) Jegyzőkönyv | Nicholson 53' Dougan 55' Best 86' (11-esből) |

| GSP Stadium, Nicosia Nézőszám: 9119 Játékvezető: Francesco Francescon (olasz) |

| 1971. április 21. 19:45 |

| Észak-Írország                           | 5–0               | Ciprus |
| ---------------------------------------- | ----------------- | ------ |
| Dougan 2' Best 44' 47' 56' Nicholson 85' | (2–0) Jegyzőkönyv |        |

| Windsor Park, Belfast Nézőszám: 19 153 Játékvezető: Jacques Colling (luxemburgi) |

| 1971. május 9. 16:30 |

| Ciprus | 0–2               | Spanyolország        |
| ------ | ----------------- | -------------------- |
|        | (0–1) Jegyzőkönyv | Pirri 3' Violeta 86' |

| GSP Stadium, Nicosia Nézőszám: 5818 Játékvezető: Constantin Bărbulescu (román) |

| 1971. május 30. 18:30 |

| Szovjetunió                | 2–1               | Spanyolország |
| -------------------------- | ----------------- | ------------- |
| Kolotov 79' Shevchenko 83' | (0–0) Jegyzőkönyv | Rexach 88'    |

| Központi Lenin Stadion, Moszkva Nézőszám: 81 700 Játékvezető: Ferdinand Biwersi (nyugatnémet) |

| 1971. június 7. 19:30 |

| Szovjetunió                                                        | 6–1               | Ciprus        |
| ------------------------------------------------------------------ | ----------------- | ------------- |
| Fedotov 4' 86' Yevryuzhikhin 23' 38' Kolotov 59' Banyisevszkij 85' | (3–0) Jegyzőkönyv | S.Michael 75' |

| Központi Lenin Stadion, Moszkva Nézőszám: 21 159 Játékvezető: Erik Beijar (finn) |

| 1971. szeptember 22. 19:30 |

| Szovjetunió            | 1–0               | Észak-Írország |
| ---------------------- | ----------------- | -------------- |
| Muntyan 43' (11-esből) | (1–0) Jegyzőkönyv |                |

| Központi Lenin Stadion, Moszkva Nézőszám: 51 186 Játékvezető: Ove Dahlberg (svéd) |

| 1971. október 13. 16:00 |

| Észak-Írország | 1–1               | Szovjetunió |
| -------------- | ----------------- | ----------- |
| Nicholson 13'  | (1–1) Jegyzőkönyv | Bisovec 32' |

| Windsor Park, Belfast Nézőszám: 16 573 Játékvezető: Rolf Nyhus (norvég) |

| 1971. október 27. 20:30 |

| Spanyolország | 0–0         | Szovjetunió |
| ------------- | ----------- | ----------- |
|               | Jegyzőkönyv |             |

| Estadio Ramón Sánchez Pizjuán, Sevilla Nézőszám: 40 169 Játékvezető: Norman Burtenshaw (angol) |

| 1971. november 24. 20:00 |

| Spanyolország                                                         | 7–0               | Ciprus |
| --------------------------------------------------------------------- | ----------------- | ------ |
| Pirri 9' 47' (11-esből) Quino 13' 22' Aguilar 63' Lora 66' Rojo I 75' | (3–0) Jegyzőkönyv |        |

| Estadio Los Cármenes, Granada Nézőszám: 19 176 Játékvezető: Joseph Cassar Naudi (máltai) |

| 1972. február 16. 15:00 |

| Észak-Írország | 1–1               | Spanyolország |
| -------------- | ----------------- | ------------- |
| Morgan 71'     | (0–1) Jegyzőkönyv | Rojo I 41'    |

| Boothferry Park, Kingston upon Hull Nézőszám: 19 925 Játékvezető: Jack Taylor (angol) |

A mérkőzést eredetileg 1971. november 10-én rendezték volna, de az északír zavargások miatt a rendezők nem tudták garantálni a csapatok biztonságát, ezért elhalasztották.

### 5. csoport
| Csapat     | M | Gy | D | V | G+ | G– | Gk | P |
| ---------- | - | -- | - | - | -- | -- | -- | - |
| Belgium    | 6 | 4  | 1 | 1 | 11 | 3  | +8 | 9 |
| Portugália | 6 | 3  | 1 | 2 | 10 | 6  | +4 | 7 |
| Skócia     | 6 | 3  | 0 | 3 | 4  | 7  | −3 | 6 |
| Dánia      | 6 | 1  | 0 | 5 | 2  | 11 | −9 | 2 |

|            | Belgium | Dánia | Portugália | Skócia |
| ---------- | ------- | ----- | ---------- | ------ |
| Belgium    |         | 2–0   | 3–0        | 3–0    |
| Dánia      | 1–2     |       | 0–1        | 1–0    |
| Portugália | 1–1     | 5–0   |            | 2–0    |
| Skócia     | 1–0     | 1–0   | 2–1        |        |

| 1970. október 14. 19:00 |

| Dánia | 0–1               | Portugália       |
| ----- | ----------------- | ---------------- |
|       | (0–1) Jegyzőkönyv | Jacinto João 40' |

| Idrætsparken Stadion, Koppenhága Nézőszám: 17 317 Játékvezető: Leo Callaghan (walesi) |

| 1970. november 11. 20:00 |

| Skócia     | 1–0               | Dánia |
| ---------- | ----------------- | ----- |
| O’Hare 13' | (1–0) Jegyzőkönyv |       |

| Hampden Park, Glasgow Nézőszám: 24 618 Játékvezető: Erich Linemayr (osztrák) |

| 1970. november 25. 20:00 |

| Belgium          | 2–0               | Dánia |
| ---------------- | ----------------- | ----- |
| Devrindt 17' 37' | (2–0) Jegyzőkönyv |       |

| Stade Klokke, Bruges Nézőszám: 9697 Játékvezető: John Carpenter |

| 1971. február 3. 20:00 |

| Belgium                                           | 3–0               | Skócia |
| ------------------------------------------------- | ----------------- | ------ |
| McKinnon 39' (öngól) Van Himst 57' 85' (11-esből) | (1–0) Jegyzőkönyv |        |

| Stade Sclessin, Liège Nézőszám: 13 931 Játékvezető: Antonio Sbardella (olasz) |

| 1971. február 17. 20:00 |

| Belgium                               | 3–0               | Portugália |
| ------------------------------------- | ----------------- | ---------- |
| Lambert 14' 64' (11-esből) De Nul 75' | (1–0) Jegyzőkönyv |            |

| Stade Émile Versé, Anderlecht Nézőszám: 26 921 Játékvezető: Gaspart Pintado Viu (spanyol) |

| 1971. április 21. 21:30 |

| Portugália                      | 2–0               | Skócia |
| ------------------------------- | ----------------- | ------ |
| Stanton 22' (öngól) Eusébio 83' | (1–0) Jegyzőkönyv |        |

| Estádio da Luz, Lisszabon Nézőszám: 35 463 Játékvezető: Michel Kitabdjian (francia) |

| 1971. május 12. 21:30 |

| Portugália                                                               | 5–0               | Dánia |
| ------------------------------------------------------------------------ | ----------------- | ----- |
| Rui Rodrigues 17' Eusébio 42' Vítor Baptista 47' 49' Sandvad 87' (öngól) | (2–0) Jegyzőkönyv |       |

| Estádio das Antas, Porto Nézőszám: 16 391 Játékvezető: Malcolm Wright (északír) |

| 1971. május 26. 19:00 |

| Dánia      | 1–2               | Belgium          |
| ---------- | ----------------- | ---------------- |
| Bjerre 76' | (0–0) Jegyzőkönyv | Devrindt 65' 75' |

| Idrætsparken Stadion, Koppenhága Nézőszám: 27 266 Játékvezető: Kåre Sirevaag (norvég) |

| 1971. június 9. 19:00 |

| Dánia       | 1–0               | Skócia |
| ----------- | ----------------- | ------ |
| Laudrup 43' | (1–0) Jegyzőkönyv |        |

| Idrætsparken Stadion, Koppenhága Nézőszám: 37 682 Játékvezető: Wolfgang Riedel (keletnémet) |

| 1971. október 13. 20:00 |

| Skócia                 | 2–1               | Portugália        |
| ---------------------- | ----------------- | ----------------- |
| O’Hare 22' Gemmill 58' | (1–0) Jegyzőkönyv | Rui Rodrigues 56' |

| Hampden Park, Glasgow Nézőszám: 58 612 Játékvezető: Brunon Piotrowicz (lengyel) |

| 1971. november 10. 19:30 |

| Skócia    | 1–0               | Belgium |
| --------- | ----------------- | ------- |
| O’Hare 6' | (1–0) Jegyzőkönyv |         |

| Pittodrie Stadium, Aberdeen Nézőszám: 36 500 Játékvezető: Johan Einar Boström (svéd) |

| 1971. november 21. 15:00 |

| Portugália           | 1–1               | Belgium     |
| -------------------- | ----------------- | ----------- |
| Peres 90' (11-esből) | (0–0) Jegyzőkönyv | Lambert 61' |

| Estádio da Luz, Lisszabon Nézőszám: 53 577 Játékvezető: Ken Burns (angol) |

### 6. csoport
| Csapat      | M | Gy | D | V | G+ | G– | Gk  | P  |
| ----------- | - | -- | - | - | -- | -- | --- | -- |
| Olaszország | 6 | 4  | 2 | 0 | 12 | 4  | +8  | 10 |
| Ausztria    | 6 | 3  | 1 | 2 | 14 | 6  | +8  | 7  |
| Svédország  | 6 | 2  | 2 | 2 | 3  | 5  | −2  | 6  |
| Írország    | 6 | 0  | 1 | 5 | 3  | 17 | −14 | 1  |

|             | Ausztria | Írország | Olaszország | Svédország |
| ----------- | -------- | -------- | ----------- | ---------- |
| Ausztria    |          | 6–0      | 1–2         | 1–0        |
| Írország    | 1–4      |          | 1–2         | 1–1        |
| Olaszország | 2–2      | 3–0      |             | 3–0        |
| Svédország  | 1–0      | 1–0      | 0–0         |            |

| 1970. október 14. 20:00 |

| Írország               | 1–1               | Svédország     |
| ---------------------- | ----------------- | -------------- |
| Carroll 44' (11-esből) | (1–0) Jegyzőkönyv | Brzokoupil 61' |

| Dalymount Park, Dublin Nézőszám: 28 194 Játékvezető: Robert Héliès (francia) |

| 1970. október 28. 19:00 |

| Svédország   | 1–0               | Írország |
| ------------ | ----------------- | -------- |
| Turesson 74' | (0–0) Jegyzőkönyv |          |

| Råsunda Stadion, Solna (Stockholm) Nézőszám: 11 922 Játékvezető: Pavel Kazakov |

| 1970. október 31. 15:00 |

| Ausztria   | 1–2               | Olaszország              |
| ---------- | ----------------- | ------------------------ |
| Parits 29' | (1–2) Jegyzőkönyv | De Sisti 27' Mazzola 34' |

| Práter stadion, Bécs Nézőszám: 54 953 Játékvezető: Laurens van Ravens (holland) |

| 1970. december 8. 14:30 |

| Olaszország                                      | 3–0               | Írország |
| ------------------------------------------------ | ----------------- | -------- |
| De Sisti 22' (11-esből) Boninsegna 42' Prati 84' | (2–0) Jegyzőkönyv |          |

| Stadio Comunale, Firenze Nézőszám: 41 092 Játékvezető: Robert Schaut (belga) |

| 1971. május 10. 19:00 |

| Írország   | 1–2               | Olaszország              |
| ---------- | ----------------- | ------------------------ |
| Conway 23' | (1–1) Jegyzőkönyv | Boninsegna 15' Prati 59' |

| Lansdowne Road, Dublin Nézőszám: 22 613 Játékvezető: Gerhard Schulenburg (nyugatnémet) |

| 1971. május 26. 19:00 |

| Svédország | 1–0               | Ausztria |
| ---------- | ----------------- | -------- |
| Olsson 62' | (0–0) Jegyzőkönyv |          |

| Råsunda Stadion, Solna (Stockholm) Nézőszám: 5416 Játékvezető: Stanisław Eksztajn (lengyel) |

| 1971. május 30. 15:30 |

| Írország              | 1–4               | Ausztria                                                            |
| --------------------- | ----------------- | ------------------------------------------------------------------- |
| Rogers 46' (11-esből) | (0–3) Jegyzőkönyv | Schmidradner 4' (11-esből) Kodat 11' J.Dunne 31' (öngól) Starek 71' |

| Dalymount Park, Dublin Nézőszám: 14 674 Játékvezető: Henry Øberg (norvég) |

| 1971. június 9. 19:00 |

| Svédország | 0–0         | Olaszország |
| ---------- | ----------- | ----------- |
|            | Jegyzőkönyv |             |

| Råsunda Stadion, Solna (Stockholm) Nézőszám: 36 528 Játékvezető: Rudolf Scheurer (svájci) |

| 1971. szeptember 4. 15:00 |

| Ausztria    | 1–0               | Svédország |
| ----------- | ----------------- | ---------- |
| Stering 23' | (1–0) Jegyzőkönyv |            |

| Práter stadion, Bécs Nézőszám: 38 274 Játékvezető: Rudolf Glöckner (keletnémet) |

| 1971. október 9. 14:30 |

| Olaszország                | 3–0               | Svédország |
| -------------------------- | ----------------- | ---------- |
| Riva 3' 83' Boninsegna 40' | (2–0) Jegyzőkönyv |            |

| Stadio San Siro, Milánó Nézőszám: 65 582 Játékvezető: Roger Machin (francia) |

| 1971. október 10. 15:00 |

| Ausztria                                               | 6–0               | Írország |
| ------------------------------------------------------ | ----------------- | -------- |
| Jara 12' 85' Pirkner 41' (11-esből) Parits 45' 51' 89' | (3–0) Jegyzőkönyv |          |

| Linzer Stadion, Linz Nézőszám: 15 050 Játékvezető: Karl Göppel (svájci) |

| 1971. november 20. 14:30 |

| Olaszország            | 2–2               | Ausztria          |
| ---------------------- | ----------------- | ----------------- |
| Prati 10' De Sisti 75' | (1–1) Jegyzőkönyv | Jara 36' Sara 59' |

| Olimpiai Stadion, Róma Nézőszám: 58 752 Játékvezető: Emsberger Gyula (magyar) |

### 7. csoport
| Csapat      | M | Gy | D | V | G+ | G– | Gk  | P |
| ----------- | - | -- | - | - | -- | -- | --- | - |
| Jugoszlávia | 6 | 3  | 3 | 0 | 7  | 2  | +5  | 9 |
| Hollandia   | 6 | 3  | 1 | 2 | 18 | 6  | +12 | 7 |
| NDK         | 6 | 3  | 1 | 2 | 11 | 6  | +5  | 7 |
| Luxemburg   | 6 | 0  | 1 | 5 | 1  | 23 | −22 | 1 |

|             | Német Demokratikus Köztársaság | Luxemburg | Hollandia | Jugoszlávia |
| ----------- | ------------------------------ | --------- | --------- | ----------- |
| NDK         |                                | 2–1       | 1–0       | 1–2         |
| Luxemburg   | 0–5                            |           | 0–8       | 0–2         |
| Hollandia   | 3–2                            | 6–0       |           | 1–1         |
| Jugoszlávia | 0–0                            | 0–0       | 2–0       |             |

| 1970. október 11. 14:30 |

| Hollandia             | 1–1               | Jugoszlávia |
| --------------------- | ----------------- | ----------- |
| Israël 50' (11-esből) | (0–1) Jegyzőkönyv | Džajić 22'  |

| Feyenoord stadion (De Kuip), Rotterdam Nézőszám: 56 200 Játékvezető: William Mullan (skót) |

| 1970. október 14. 19:30 |

| Luxemburg | 0–2               | Jugoszlávia   |
| --------- | ----------------- | ------------- |
|           | (0–1) Jegyzőkönyv | Bukal 44' 62' |

| Stade Municipal, Luxembourg Nézőszám: 5163 Játékvezető: Vital Loraux (belga) |

| 1970. november 11. 18:30 |

| NDK       | 1–0               | Hollandia |
| --------- | ----------------- | --------- |
| Ducke 56' | (0–0) Jegyzőkönyv |           |

| Rudolf-Harbig-Stadion, Drezda Nézőszám: 30 089 Játékvezető: Curth Liedberg (svéd) |

| 1970. november 15. 14:45 |

| Luxemburg | 0–5               | NDK                                |
| --------- | ----------------- | ---------------------------------- |
|           | (0–4) Jegyzőkönyv | Vogel 21' Kreische 29' 36' 39' 78' |

| Stade Municipal, Luxembourg Nézőszám: 3795 Játékvezető: Anton Bucheli (svájci) |

| 1971. február 24. 20:30 |

| Hollandia                                               | 6–0               | Luxemburg |
| ------------------------------------------------------- | ----------------- | --------- |
| Lippens 26' Keizer 53' 80' Cruijff 59' 69' Suurbier 83' | (1–0) Jegyzőkönyv |           |

| Feyenoord stadion (De Kuip), Rotterdam Nézőszám: 38 117 Játékvezető: Faik Bajrami (albán) |

| 1971. április 4. 15:00 |

| Jugoszlávia            | 2–0               | Hollandia |
| ---------------------- | ----------------- | --------- |
| Jerković 8' Džajić 84' | (1–0) Jegyzőkönyv |           |

| Stadion Stari plac, Split Nézőszám: 15 563 Játékvezető: Kurt Tschenscher (nyugatnémet) |

| 1971. április 24. 15:00 |

| NDK                      | 2–1               | Luxemburg   |
| ------------------------ | ----------------- | ----------- |
| Kreische 31' Frenzel 88' | (1–0) Jegyzőkönyv | Dussier 90' |

| Stadion der Freundschaft, Gera Nézőszám: 11 276 Játékvezető: Hugh Wilson (északír) |

| 1971. május 9. 15:00 |

| NDK      | 1–2               | Jugoszlávia              |
| -------- | ----------------- | ------------------------ |
| Löwe 70' | (0–2) Jegyzőkönyv | Filipović 11' Džajić 19' |

| Zentralstadion, Lipcse Nézőszám: 94 876 Játékvezető: Paul Schiller (osztrák) |

| 1971. október 10. 14:30 |

| Hollandia                   | 3–2               | NDK           |
| --------------------------- | ----------------- | ------------- |
| Hulshoff 25' Keizer 52' 63' | (1–1) Jegyzőkönyv | Vogel 10' 82' |

| Feyenoord stadion (De Kuip), Rotterdam Nézőszám: 48 037 Játékvezető: Concetto Lo Bello (olasz) |

| 1971. október 16. 14:30 |

| Jugoszlávia | 0–0         | NDK |
| ----------- | ----------- | --- |
|             | Jegyzőkönyv |     |

| JNA Stadion, Belgrád Nézőszám: 2340 Játékvezető: Jack Taylor (francia) |

| 1971. október 27. 14:30 |

| Jugoszlávia | 0–0         | Luxemburg |
| ----------- | ----------- | --------- |
|             | Jegyzőkönyv |           |

| Stadion pod Goricom, Titograd Nézőszám: 10 022 Játékvezető: Muzaffer Sarvan (török) |

| 1971. november 17. 20:00 |

| Luxemburg | 0–8               | Hollandia                                                                      |
| --------- | ----------------- | ------------------------------------------------------------------------------ |
|           | (0–5) Jegyzőkönyv | Cruijff 4' 14' 60' Keizer 7' Pahlplatz 12' Hulshoff 37' Hoekema 54' Israël 82' |

| Philips Stadion, Eindhoven Nézőszám: 12 561 Játékvezető: Michal Jursa (csehszlovák) |

### 8. csoport
| Csapat        | M | Gy | D | V | G+ | G– | Gk | P  |
| ------------- | - | -- | - | - | -- | -- | -- | -- |
| NSZK          | 6 | 4  | 2 | 0 | 10 | 2  | +8 | 10 |
| Lengyelország | 6 | 2  | 2 | 2 | 10 | 6  | +4 | 6  |
| Törökország   | 6 | 2  | 1 | 3 | 5  | 13 | −8 | 5  |
| Albánia       | 6 | 1  | 1 | 4 | 5  | 9  | −4 | 3  |

|               | Albánia | Lengyelország | Törökország | Nyugat-Németország |
| ------------- | ------- | ------------- | ----------- | ------------------ |
| Albánia       |         | 1–1           | 3–0         | 0–1                |
| Lengyelország | 3–0     |               | 5–1         | 1–3                |
| Törökország   | 2–1     | 1–0           |             | 0–3                |
| NSZK          | 2–0     | 0–0           | 1–1         |                    |

| 1970. október 14. 17:30 |

| Lengyelország                          | 3–0               | Albánia |
| -------------------------------------- | ----------------- | ------- |
| Gadocha 19' Lubański 83' Szołtysik 90' | (1–0) Jegyzőkönyv |         |

| Stadion Śląski, Chorzów Nézőszám: 12 260 Játékvezető: Andreas Kouniaides (ciprusi) |

| 1970. október 17. 15:30 |

| NSZK                  | 1–1               | Törökország |
| --------------------- | ----------------- | ----------- |
| Müller 37' (11-esből) | (1–1) Jegyzőkönyv | Kamuran 15' |

| Müngersdorferstadion, Köln Nézőszám: 52 204 Játékvezető: Paul Bonett (máltai) |

| 1970. december 13. 00:00 |

| Törökország        | 2–1               | Albánia |
| ------------------ | ----------------- | ------- |
| Metin 4' Cemil 43' | (2–1) Jegyzőkönyv | Ziu 22' |

| İnönü Stadı, Isztambul Nézőszám: 39 000 Játékvezető: Biróczky János (magyar) |

| 1971. február 17. 14:30 |

| Albánia | 0–1               | NSZK       |
| ------- | ----------------- | ---------- |
|         | (0–1) Jegyzőkönyv | Müller 38' |

| Stadiumi Qemal Stafa, Tirana Nézőszám: 18 082 Játékvezető: Todor Becsirov (bolgár) |

| 1971. április 25. 15:00 |

| Törökország | 0–3               | NSZK                      |
| ----------- | ----------------- | ------------------------- |
|             | (0–1) Jegyzőkönyv | Müller 43' 47' Köppel 73' |

| İnönü Stadı, Isztambul Nézőszám: 38 097 Játékvezető: Karlo Kruashvili |

| 1971. május 12. 16:00 |

| Albánia   | 1–1               | Lengyelország |
| --------- | ----------------- | ------------- |
| Zhega 31' | (1–1) Jegyzőkönyv | Banaś 6'      |

| Stadiumi Qemal Stafa, Tirana Nézőszám: 18 182 Játékvezető: Robert Héliès (francia) |

| 1971. június 12. 15:30 |

| NSZK                     | 2–0               | Albánia |
| ------------------------ | ----------------- | ------- |
| Netzer 17' Grabowski 45' | (2–0) Jegyzőkönyv |         |

| Wildparkstadion, Karlsruhe Nézőszám: 44 833 Játékvezető: Timoléon Láciosz (görög) |

| 1971. szeptember 22. 15:15 |

| Lengyelország                             | 5–1               | Törökország |
| ----------------------------------------- | ----------------- | ----------- |
| Bula 33' Lubański 62' 73' 90' Gadocha 69' | (1–0) Jegyzőkönyv | Nihat 83'   |

| Stadion Wisła, Krakkó Nézőszám: 20 241 Játékvezető: Antoine Queudeville (luxemburgi) |

| 1971. október 10. 12:00 |

| Lengyelország | 1–3               | NSZK                         |
| ------------- | ----------------- | ---------------------------- |
| Gadocha 27'   | (1–1) Jegyzőkönyv | Müller 29' 64' Grabowski 70' |

| Stadion Dziesięciolecia, Varsó Nézőszám: 63 300 Játékvezető: Ferdinand Marschall (osztrák) |

| 1971. november 14. 14:00 |

| Albánia                   | 3–0               | Törökország |
| ------------------------- | ----------------- | ----------- |
| Përnaska 22' 53' Pano 64' | (1–0) Jegyzőkönyv |             |

| Stadiumi Qemal Stafa, Tirana Nézőszám: 18 159 Játékvezető: Iván Pláček (csehszlovák) |

| 1971. november 17. 15:00 |

| NSZK | 0–0         | Lengyelország |
| ---- | ----------- | ------------- |
|      | Jegyzőkönyv |               |

| Volksparkstadion, Hamburg Nézőszám: 60 448 Játékvezető: William Mullan (skót) |

| 1971. december 5. 14:30 |

| Törökország | 1–0               | Lengyelország |
| ----------- | ----------------- | ------------- |
| Cemil 52'   | (0–0) Jegyzőkönyv |               |

| Atatürk Stadı, İzmir Nézőszám: 57 794 Játékvezető: Petar Nikolov (bolgár) |

## Negyeddöntők
A negyeddöntők párosítását 1972. január 12-én sorsolták Zürichben a Hotel Atlantisban.

### Párosítások
| 1. csapat    | Össz.            | 2. csapat   | 1. mérk. | 2. mérk. |
| ------------ | ---------------- | ----------- | -------- | -------- |
| Olaszország  | 1–2              | Belgium     | 0–0      | 1–2      |
| Anglia       | 1–3              | NSZK        | 1–3      | 0–0      |
| Magyarország | 3–3 3. mérk: 2–1 | Románia     | 1–1      | 2–2      |
| Jugoszlávia  | 0–3              | Szovjetunió | 0–0      | 0–3      |

### 1. mérkőzések
| 1972. április 29. 15:30 |

| Olaszország | 0–0         | Belgium |
| ----------- | ----------- | ------- |
|             | Jegyzőkönyv |         |

| Stadio San Siro, Milánó Nézőszám: 63 549 Játékvezető: Petar Nikolov (bolgár) |

| 1972. április 29. 19:45 |

| Anglia  | 1–3               | NSZK                                        |
| ------- | ----------------- | ------------------------------------------- |
| Lee 78' | (0–1) Jegyzőkönyv | Hoeneß 27' Netzer 84' (11-esből) Müller 88' |

| Wembley Stadion, London Nézőszám: 96 800 Játékvezető: Robert Héliès (francia) |

| 1972. április 29. 17:00 |

| Magyarország    | 1–1               | Románia        |
| --------------- | ----------------- | -------------- |
| Branikovits 11' | (1–0) Jegyzőkönyv | Sătmăreanu 56' |

| Népstadion, Budapest Nézőszám: 68 585 Játékvezető: David William Smith (angol) |

| 1972. április 30. 16:00 |

| Jugoszlávia | 0–0         | Szovjetunió |
| ----------- | ----------- | ----------- |
|             | Jegyzőkönyv |             |

| Crvena Zvezda Stadion, Belgrád Nézőszám: 58 312 Játékvezető: Rudolf Scheurer (svájci) |

### 2. mérkőzések
| 1972. május 13. 20:00 |

| Belgium                    | 2–1               | Olaszország         |
| -------------------------- | ----------------- | ------------------- |
| Van Moer 23' Van Himst 71' | (1–0) Jegyzőkönyv | Riva 86' (11-esből) |

| Stade Émile Versé, Anderlecht Nézőszám: 26 561 Játékvezető: Paul Schiller (osztrák) |

Belgium jutott tovább 2–1-es összesítéssel.
| 1972. május 13. 16:00 |

| NSZK | 0–0         | Anglia |
| ---- | ----------- | ------ |
|      | Jegyzőkönyv |        |

| Olimpiai Stadion, Nyugat-Berlin Nézőszám: 76 122 Játékvezető: Milivoje Gugulović (jugoszláv) |

Az NSZK jutott tovább 3–1-es összesítéssel.
| 1972. május 14. 17:00 |

| Románia              | 2–2               | Magyarország        |
| -------------------- | ----------------- | ------------------- |
| Dobrin 14' Neagu 81' | (1–2) Jegyzőkönyv | Szőke 5' Kocsis 36' |

| Stadionul 23. August, Bukarest Nézőszám: 60 300 Játékvezető: Kurt Tschenscher (nyugatnémet) |

Összesítésben 3–3 lett, ezért harmadik mérkőzésre került sor.
| 1972. május 13. 17:00 |

| Szovjetunió                                   | 3–0               | Jugoszlávia |
| --------------------------------------------- | ----------------- | ----------- |
| Kolotov 53' Banyisevszkij 74' Kozinkevich 90' | (0–0) Jegyzőkönyv |             |

| Központi Lenin Stadion, Moszkva Nézőszám: 90 300 Játékvezető: Aurelio Angonese (olasz) |

A Szovjetunió jutott tovább 3–0-s összesítéssel.

### 3. mérkőzés
| 1972. május 17. 20:00 |

| Magyarország         | 2–1               | Románia   |
| -------------------- | ----------------- | --------- |
| Kocsis 27' Szőke 89' | (1–1) Jegyzőkönyv | Neagu 34' |

| JNA Stadion, Belgrád Nézőszám: 32 130 Játékvezető: Hrísztosz Míhasz (görög) |

Magyarország jutott tovább 5–4-es összesítéssel.

## Továbbjutók
Belgium, az NSZK, Magyarország és a Szovjetunió jutott be az 1972-es Európa-bajnokság zárókörébe.

## Játékvezetők
- Ove Dahlberg
- Johan Einar Boström
- Gösta Liedberg
- Adrianus Boogaerts
- Arie van Gemert
- Laurens van Ravens
- Faik Bajrami
- Zsolt István
- Emsberger Gyula
- Bíróczky János
- Petar Nikolov
- Todor Becsirov
- Gocho Rusev
- Alfred Delcourt
- Vital Loraux
- Robert Schaut
- Anton Bucheli
- Karl Göppel
- Rudolf Scheurer
- Pius Kamber
- Paul Schiller
- Ferdinand Marschall
- Erich Linemayr
- Wolfgang Riedel
- Günter Männig
- Ferdinand Biwersi
- Kurt Tschenscher
- Gerhard Schulenburg
- Rudolf Glöckner
- Rosario Lo Bello
- Antonio Sbardella
- Francesco Francescon
- Aurelio Angonese
- Constantin Bărbulescu
- Doğan Babacan
- Muzaffer Sarvan
- Jacques Colling
- Antoine Queudeville
- Kenneth Burns
- Norman Burtenshaw
- John Keith Taylor
- David William Smith
- Robert Davidson
- William Mullen
- John Paterson
- Iorwerth Jones
- John Gow
- Leo Callaghan
- Hugh Wilson
- Malcolm Wright
- Marian Środecki
- Brunon Piotrowicz
- Janusz Eksztajn
- Joseph Cassar Naudi
- Paul Bonett
- Kaj Rasmussen
- Gunnar Michaelsen
- Petar Kostovski
- Milivoje Gugulović
- Michel Kitabdjian
- Robert Héliès
- Roger Machin
- Pavel Nyikolajevics Kazakov
- Tofik Bahramov
- Karlo Kruasvili
- John Carpenter
- William O’Neill
- Michal Jursa
- Iván Pláček
- Martti Hirviniemi
- Erik Beijar
- Mariano Medina
- Gaspart Pintado Viu
- José María Ortiz de Mendíbil
- Mihálisz Kiriakídisz
- Andréasz Kuniédisz
- Leonídasz Vamvakópulosz
- Timoléon Láciosz
- Hrísztosz Míhasz
- Antonio Saldanha
- Fernando Santos Leite
- Joaquim Campos
- Rolf Nyhus
- Kåre Sirevaag
- Einar Røed
- Henry Øberg